# Steatococcus tuberculatus
Steatococcus tuberculatus är en insektsart som beskrevs av Morrison 1941. Steatococcus tuberculatus ingår i släktet Steatococcus och familjen pärlsköldlöss. Inga underarter finns listade i Catalogue of Life.